# Турксиб (фильм)
«Стальной путь (Турксиб)» — советский чёрно-белый документальный кинофильм.

## Сюжет
Картина рассказывает о строительстве Туркестано-Сибирской магистрали и её роли в освоении Семиречья. Режиссёрам фильма удалось показать и воодушевление строителей, и изумление обитателей пустыни при виде поезда, идущего по проложенным по песку рельсам.
Фильм начинается с титров, объясняющих важность Турксиба для всего Советского Союза, как пути, по которому из Туркестана будет доставляться хлопок. Сама лента разделена на пять «действий». Первое действие сосредоточено на том, как важна вода для Туркестана и какая это там редкость. Кадры растрескавшейся земли сменяются сценами таяния снегов в горах и потоков, стекающих в долины (эта сцена была повторена затем в американских и французских фильмах). Второе действие показывает непрактичные и медленные традиционные способы транспортировки (верблюды и ослы посреди среднеазиатского самума и запряжённые лошадьми сани в Сибири), заостряя внимание на необходимости новых транспортных средств для доставки зерна за тысячи километров. В третьем действии показано, как топографы, «авангард цивилизации», разведывают местность, как их встречают в местном кочевье и как в Алма-Ате разрабатывается маршрут будущей дороги. Четвёртое действие показывает сам процесс прокладки путей через пески и скалы, завершённую дорогу и кочевников из местных племён, скачущих наперегонки с поездом. Пятое действие представляет собой краткий повтор предыдущих и сообщение о том, что работы будут закончены в 1930 году, в последний год первой пятилетки.

## Признание
Фильм входит в список пятидесяти самых выдающихся документальных фильмов XX века. «Турксиб» особенно ценил классик британского и канадского документального кино Джон Грирсон, подготовивший к показу его английскую версию. Эта версия была отреставрирована и выпущена Британским институтом кино в 2011 году с саундтреком, написанным Гаем Бартеллом из британской группы Bronnt Industries Kapital.